# 沈黙の螺旋
沈黙の螺旋（ちんもくのらせん、独: die Theorie der Schweigespirale）とは、同調を求める社会的圧力によって少数派が沈黙を余儀なくされていく過程を示したものである。
この現象はドイツの政治学者エリザベート・ノエレ＝ノイマン (Elisabeth Noelle-Neumann) によって提唱された政治学とマスコミュニケーションにおける仮説で、1966年にÖffentliche Meinung und Soziale Kontrolle の中で発表された。 

## 内容
この仮説は、人間には孤立することへの恐怖があること、周囲を観察し、その意見の動向を把握する準統計能力が存在するという仮定の下に、少数派・劣勢だと自覚している人は、多数派からの反対や孤立を恐れて自分の意見を表に出しづらくなることを想定している。
どの意見が多数派か少数派であるかをマスメディアが持続的に提示することで、多数派の声は無根拠に大きくなり、少数派は無根拠に沈黙へと向かう。この循環過程によって公的な表明や沈黙が螺旋状に増大し、世論の収斂が起こるという理論である。

## 仮説の背景
ノイマンは世論を「社会的な皮膚」と喩え、人間は世論に逆らおうとすることに苦痛を感じるという。人間には隔離されることへの恐怖があり、ある意見を口にすれば多数派から拒絶されるであろうことを知っているという前提がある。
また、この立論は、他者の意見を推測するためにマスメディアを用いる、他者志向の強い個人の想定が社会認識として共有されていることを示している。
一方で、この理論は「声ある少数派」の存在も説明している。隔離への恐怖をあまり感じない人々が少数ながら常に存在するからで、この理論ではそれらの人々を世論への挑戦者と呼んでいる。更にこの理論は、従順な多数派が安定のために必須であるのと同様に、これら少数派が変革のために必須な存在であるとし、両者とも進化の産物であるとしている。

## 沈黙の螺旋の現れ
「勝ち馬に乗る」「長い物には巻かれよ」という格言は、沈黙の螺旋が昔から存在していたことを示している。
大政翼賛的な全体主義体制や、世論の一極集中化の際にみられる。

### インターネット
森健は『グーグル・アマゾン化する社会』の中で、インターネットビジネスに見られる一極集中現象や、インターネットコミュニティに見られる集団極性化は、単なる資本のダイナミズムだけではなく、「人気のあること自体が人気を呼び、声高であること自体によってますます声高になりえ、少数派は難を恐れて沈黙し去っていく」一種の沈黙の螺旋現象であるとしている。

### 政治
朝日新聞社編集委員の星浩は、「『沈黙の螺旋』の行方は」の中で、2000年代の日本の政治状況にも沈黙の螺旋現象が大いに見られると主張している。

## 克服
沈黙の螺旋を克服する一つの方法は、議論の中で「悪魔の代弁者」（多数派にあえて反対する者）を用意することである。このような立場を設定することで、グループの他のメンバも多数派に気兼ねすることなく自由に発想し、意見することができるようになり、より高い生産性が期待できるようになる。